# 南京基督教青年會舊址
基督教青年會舊址是位於中國江蘇省南京市秦淮區中華路26號的建築。南京的基督教青年會成立於1912年，並於1925年遷至該處。 1949年後，該建築曾被南京分析儀器廠使用。在2013你，基督教青年會舊址曾經平移搬遷，墊高之後又在翌年移回原址。